# Blood for Dracula
 For alternative betydninger, se Dracula.
Blood for Dracula, også kendt som Andy Warhol's Dracula, er en film fra 1974 instrueret af Paul Morrissey og med Udo Kier i rollen som Grev Dracula.

## Handling
Grev Dracula kan kun drikke blod fra jomfruer, men der er ikke flere i Transsylvanien. Derfor rejser han sammen med sin tjener til Italien for jomfrublod.

## Medvirkende
- Udo Kier som Grev Dracula
- Joe Dallesandro som Mario Balato
- Arno Juerging som Anton
- Vittorio de Sica som Il Marchese di Fiore
- Maxime McKendry som La Marchesa di Fiore
- Milena Vukotic som Esmeralda
- Dominique Darel som Saphiria
- Stefania Casini som Rubinia
- Silvia Dionisio som Perla